# Leucania hypocapna
Leucania hypocapna là một loài bướm đêm trong họ Noctuidae.